# Llista de monuments de Sant Pere de Vilamajor
Llista de monuments de Sant Pere de Vilamajor inclosos en l'Inventari del Patrimoni Arquitectònic Català per al municipi de Sant Pere de Vilamajor (Vallès Oriental). Inclou els inscrits en el Registre de Béns Culturals d'Interès Nacional (BCIN) amb la classificació de monuments històrics i els Béns Culturals d'Interès Local (BCIL) de caràcter arquitectònic.
| Monument                                                                                        | Protecció    | Estil/època                   | Localització                                                                        | Coordenades                                          | Codi?         | Imatge |
| ----------------------------------------------------------------------------------------------- | ------------ | ----------------------------- | ----------------------------------------------------------------------------------- | ---------------------------------------------------- | ------------- | --- |
| La Força, Campanar de Sant Pere de Vilamajor, la Torre Roja                                     | BCIN 1530-MH | Romànic XI                    | Sant Pere de Vilamajor                                                              | 41° 41′ 03″ N, 2° 23′ 18″ E / 41.684045°N,2.388200°E | RI-51-0005674 | La Força (Sant Pere de Vilamajor) · Vegeu més fotos d'aquest monument · Carregueu una nova foto d'aquest monument                         |
| Església parroquial de Sant Pere                                                                | BCIL 2011    | Renaixement, gòtic tardà XVI  | Sant Pere de Vilamajor La Força                                                     | 41° 41′ 03″ N, 2° 23′ 17″ E / 41.684240°N,2.388048°E | IPA-29454     | Església parroquial de Sant Pere (Sant Pere de Vilamajor) · Vegeu més fotos d'aquest monument · Carregueu una nova foto d'aquest monument |
| Can Cortès, el Cortès                                                                           | BCIL 2011    | Gòtic-renaixement XVI         | Sant Pere de Vilamajor Al camí del Pi Novell                                        | 41° 43′ 51″ N, 2° 22′ 11″ E / 41.730748°N,2.369727°E | IPA-29455     | Can Cortès (Sant Pere de Vilamajor) · Vegeu més fotos d'aquest monument · Carregueu una nova foto d'aquest monument                       |
| Les Planes del Cortés                                                                           |              | Obra popular XVII             | Sant Pere de Vilamajor Al peu del Pi Novell                                         | 41° 44′ 14″ N, 2° 22′ 15″ E / 41.737158°N,2.370837°E | IPA-29456     | Les Planes del Cortés (Sant Pere de Vilamajor) · Vegeu més fotos d'aquest monument · Carregueu una nova foto d'aquest monument            |
| Can Planell                                                                                     | BCIL 2011    | Obra popular, gòtic tardà XVI | Sant Pere de Vilamajor A la vora de la urbanització de Refugis del Montseny         | 41° 42′ 55″ N, 2° 23′ 09″ E / 41.715262°N,2.385945°E | IPA-29457     | Can Planell (Sant Pere de Vilamajor) · Vegeu més fotos d'aquest monument · Carregueu una nova foto d'aquest monument                      |
| Can Nadal                                                                                       | BCIL 2011    | Preromànic, romànic X, XVI    | Sant Pere de Vilamajor Urbanització de Refugis del Montseny                         | 41° 43′ 04″ N, 2° 23′ 27″ E / 41.717793°N,2.390891°E | IPA-29458     | Can Nadal (Sant Pere de Vilamajor) · Vegeu més fotos d'aquest monument · Carregueu una nova foto d'aquest monument                        |
| Can Parera de Canyes                                                                            | BCIL 2011    | Gòtic tardà XVI               | Sant Pere de Vilamajor Camí de l'Ermita de Sant Elies                               | 41° 42′ 36″ N, 2° 23′ 01″ E / 41.710129°N,2.383559°E | IPA-29459     | Can Parera de Canyes (Sant Pere de Vilamajor) · Vegeu més fotos d'aquest monument · Carregueu una nova foto d'aquest monument             |
| Can Llinars, Can Sagarra                                                                        | BCIL 2011    | Obra popular XVIII            | Sant Pere de Vilamajor Camí de l'Ermita de Sant Elies                               | 41° 41′ 33″ N, 2° 23′ 12″ E / 41.692371°N,2.386751°E | IPA-29460     | Can Llinars (Sant Pere de Vilamajor) · Vegeu més fotos d'aquest monument · Carregueu una nova foto d'aquest monument                      |
| Can Riba, Can Ribes                                                                             | BCIL 2011    | Obra popular                  | Sant Pere de Vilamajor Camí de l'Ermita de Sant Elies                               | 41° 41′ 39″ N, 2° 23′ 10″ E / 41.694173°N,2.386061°E | IPA-29461     | Can Riba (Sant Pere de Vilamajor) · Vegeu més fotos d'aquest monument · Carregueu una nova foto d'aquest monument                         |
| Ermita de Sant Josep                                                                            |              | Obra popular                  | Sant Pere de Vilamajor Camí de l'Ermita de Sant Elies                               | 41° 41′ 54″ N, 2° 23′ 13″ E / 41.698240°N,2.387068°E | IPA-29462     | Carregueu una nova foto d'aquest monument                                                                                                 |
| Ermita de Sant Elies                                                                            | BCIL 2011    | Obra popular XVI              | Sant Pere de Vilamajor Al turó de Sant Elies                                        | 41° 43′ 52″ N, 2° 22′ 46″ E / 41.731117°N,2.379467°E | IPA-29463     | Ermita de Sant Elies (Sant Pere de Vilamajor) · Vegeu més fotos d'aquest monument · Carregueu una nova foto d'aquest monument             |
| Can Derrocada                                                                                   | BCIL 2011    | Obra popular XVII             | Sant Pere de Vilamajor Vora la carretera de Sant Antoni de Vilamajor                | 41° 41′ 03″ N, 2° 23′ 30″ E / 41.684272°N,2.391544°E | IPA-29464     | Can Derrocada (Sant Pere de Vilamajor) · Vegeu més fotos d'aquest monument · Carregueu una nova foto d'aquest monument                    |
| Can Brau                                                                                        | BCIL 2011    | Gòtic tardà XVI               | Sant Pere de Vilamajor Ctra. de Sant Antoni de Vilamajor                            | 41° 40′ 39″ N, 2° 23′ 44″ E / 41.677506°N,2.395560°E | IPA-29465     | Can Brau (Sant Pere de Vilamajor) · Vegeu més fotos d'aquest monument · Carregueu una nova foto d'aquest monument                         |
| El Samont                                                                                       | BCIL 2011    | Obra popular XVI              | Sant Pere de Vilamajor A la vora de Santa Susanna                                   | 41° 45′ 10″ N, 2° 22′ 50″ E / 41.752906°N,2.380655°E | IPA-29466     | El Samont (Sant Pere de Vilamajor) · Vegeu més fotos d'aquest monument · Carregueu una nova foto d'aquest monument                        |
| Església de Santa Susanna                                                                       | BCIL 2011    | Gòtic tardà XVII              | Sant Pere de Vilamajor A la vall del Tordera                                        | 41° 44′ 31″ N, 2° 23′ 33″ E / 41.742028°N,2.392636°E | IPA-29467     | Església de Santa Susanna (Sant Pere de Vilamajor) · Vegeu més fotos d'aquest monument · Carregueu una nova foto d'aquest monument        |
| La Rectoria                                                                                     |              | Obra popular XVII             | Sant Pere de Vilamajor Sota l'església parroquial, la Força                         | 41° 40′ 59″ N, 2° 23′ 19″ E / 41.683135°N,2.388695°E | IPA-29469     | La Rectoria (Sant Pere de Vilamajor) · Vegeu més fotos d'aquest monument · Carregueu una nova foto d'aquest monument                      |
| Pont de la Força, Pont Vell de Vilamajor                                                        | BCIL 2011    | Obra popular                  | Sant Pere de Vilamajor                                                              | 41° 41′ 01″ N, 2° 23′ 22″ E / 41.683715°N,2.389362°E | IPA-37054     | Pont de la Força (Sant Pere de Vilamajor) · Vegeu més fotos d'aquest monument · Carregueu una nova foto d'aquest monument                 |
| Can Clavell                                                                                     | BCIL 2011    | XVI, XX                       | Sant Pere de Vilamajor Camí entre el km 45-46 de la BP-5107                         | 41° 40′ 44″ N, 2° 23′ 27″ E / 41.678995°N,2.390876°E | IPA-40284     | Can Clavell (Sant Pere de Vilamajor) · Vegeu més fotos d'aquest monument · Carregueu una nova foto d'aquest monument                      |
| Can Llobera                                                                                     | BCIL 2011    | XVIII-XX                      | Sant Pere de Vilamajor                                                              | 41° 41′ 18″ N, 2° 23′ 34″ E / 41.688206°N,2.392858°E | IPA-40285     | Can Llobera (Sant Pere de Vilamajor) · Vegeu més fotos d'aquest monument · Carregueu una nova foto d'aquest monument                      |
| Can Surell o Sorell                                                                             | BCIL 2011    | Gòtic XVI                     | Sant Pere de Vilamajor Al nord del nucli urbà, passat el veïnat de Canyes           | 41° 43′ 04″ N, 2° 23′ 11″ E / 41.717653°N,2.386327°E | IPA-40286     | Can Surell (Sant Pere de Vilamajor) · Vegeu més fotos d'aquest monument · Carregueu una nova foto d'aquest monument                       |
| Muralles: baluard sud, muralla nord, muralla del recinte Jussà i Sobirà, la Mongia, Torre Negra | BCIL 2011    | Medieval                      | Sant Pere de Vilamajor Recinte de la Força                                          | 41° 41′ 02″ N, 2° 23′ 18″ E / 41.684011°N,2.388337°E | IPA-40521     | Muralles (Sant Pere de Vilamajor) · Vegeu més fotos d'aquest monument · Carregueu una nova foto d'aquest monument                         |
| Can Grau                                                                                        | BCIL 2011    | XVIII                         | Sant Pere de Vilamajor C. de Brugueres, 4                                           | 41° 41′ 04″ N, 2° 23′ 16″ E / 41.684493°N,2.387728°E | IPA-40523     | Can Grau (Sant Pere de Vilamajor) · Vegeu més fotos d'aquest monument · Carregueu una nova foto d'aquest monument                         |
| Molí de Baix                                                                                    | BCIL 2011    |                               | Sant Pere de Vilamajor                                                              | 41° 40′ 56″ N, 2° 23′ 23″ E / 41.682173°N,2.389815°E | IPA-40525     | Molí de Baix (Sant Pere de Vilamajor) · Vegeu més fotos d'aquest monument · Carregueu una nova foto d'aquest monument                     |
| Masia la Roureda                                                                                | BCIL 2011    | XVI                           | Sant Pere de Vilamajor Veïnat del Bruguer                                           | 41° 40′ 41″ N, 2° 22′ 20″ E / 41.678026°N,2.372323°E | IPA-40526     | Carregueu una nova foto d'aquest monument                                                                                                 |
| Cal Ferrer de Dalt                                                                              | BCIL 2011    | Medieval                      | Sant Pere de Vilamajor Pge. de l'Església, 2                                        | 41° 41′ 03″ N, 2° 23′ 16″ E / 41.684064°N,2.387783°E | IPA-40630     | Cal Ferrer de Dalt (Sant Pere de Vilamajor) · Vegeu més fotos d'aquest monument · Carregueu una nova foto d'aquest monument               |
| Cal Gorro                                                                                       | BCIL 2011    | Medieval, XVIII               | Sant Pere de Vilamajor C. de Brugueres, 8-10                                        | 41° 41′ 04″ N, 2° 23′ 17″ E / 41.684425°N,2.387970°E | IPA-40631     | Cal Gorro (Sant Pere de Vilamajor) · Vegeu més fotos d'aquest monument · Carregueu una nova foto d'aquest monument                        |
| Cal Menut                                                                                       | BCIL 2011    | Medieval                      | Sant Pere de Vilamajor C. de l'Església, 2                                          | 41° 41′ 02″ N, 2° 23′ 17″ E / 41.683913°N,2.387917°E | IPA-40632     | Cal Menut (Sant Pere de Vilamajor) · Vegeu més fotos d'aquest monument · Carregueu una nova foto d'aquest monument                        |
| Can Vila                                                                                        | BCIL 2011    | XVII-XVIII                    | Sant Pere de Vilamajor Ptge. de Parera de Canyes, 1                                 | 41° 41′ 04″ N, 2° 23′ 15″ E / 41.684411°N,2.387536°E | IPA-40633     | Can Vila (Sant Pere de Vilamajor) · Vegeu més fotos d'aquest monument · Carregueu una nova foto d'aquest monument                         |
| Molí de Dalt                                                                                    | BCIL 2011    | Obra popular XIII             | Sant Pere de Vilamajor                                                              | 41° 41′ 16″ N, 2° 23′ 18″ E / 41.687798°N,2.388210°E | IPA-40634     | Molí de Dalt (Sant Pere de Vilamajor) · Vegeu més fotos d'aquest monument · Carregueu una nova foto d'aquest monument                     |
| Can Gras d'Avall                                                                                | BCIL 2011    | XVI                           | Sant Pere de Vilamajor Al nord del nucli urbà, pel camí de Can Gras Vell            | 41° 41′ 56″ N, 2° 23′ 04″ E / 41.698807°N,2.384415°E | IPA-40675     | Carregueu una nova foto d'aquest monument                                                                                                 |
| Molí de Can Parera de Canyes                                                                    | BCIL 2011    | Obra popular XVII-XVIII       | Sant Pere de Vilamajor                                                              | 41° 42′ 35″ N, 2° 23′ 01″ E / 41.709724°N,2.383566°E | IPA-40676     | Carregueu una nova foto d'aquest monument                                                                                                 |
| Can Pau Filbà                                                                                   | BCIL 2011    | XVIII                         | Sant Pere de Vilamajor Veïnat de Canyes                                             | 41° 41′ 59″ N, 2° 23′ 00″ E / 41.699621°N,2.383374°E | IPA-40677     | Carregueu una nova foto d'aquest monument                                                                                                 |
| Can Besa de Santa Susanna                                                                       | BCIL 2011    | Medieval                      | Sant Pere de Vilamajor Al nord del nucli urbà, molt a prop del municipi de Montseny | 41° 45′ 32″ N, 2° 22′ 56″ E / 41.758985°N,2.382175°E | IPA-40678     | Carregueu una nova foto d'aquest monument                                                                                                 |
| Torre Negra, la Torreta                                                                         | BCIL 2011    |                               | Sant Pere de Vilamajor Jardins de Can Vila, Turó de la Torreta                      | 41° 41′ 03″ N, 2° 23′ 15″ E / 41.68418°N,2.38738°E   | IPA-40705     | Carregueu una nova foto d'aquest monument                                                                                                 |